# Piusheim
Piusheim ist ein Gemeindeteil und eine seit 2006 geschlossene katholische Erziehungsanstalt für schwer erziehbare Kinder und Jugendliche in der Gemeinde Baiern im bayrischen Landkreis Ebersberg. Die ehemalige Anstalt wird seit 2007 von der Freien Schule Glonntal genutzt.

## Geographie
Piusheim befindet sich fünf Kilometer südöstlich von Glonn.

## Geschichte
Die historische Wurzeln von Piusheim liegen im Ort Obermühle, der als „Pretzen muol“ 1229 zum ersten Mal urkundlich erwähnt wurde.
Das Piusheim wurde kurz vor dem Ersten Weltkrieg errichtet. Der 1852 in München gegründete „Verein für Erziehung verwahrloster Jugend“ hatte 1905 das Gut Obermühle gekauft. 220 Jugendliche sollten dort nach eigener Darstellung „im Sinne der christlichen Familie erzogen und landwirtschaftlich wie auch handwerklich ausgebildet werden“. Zu diesem Zweck erwarb der Verein zusätzlich zwischen 1906 und 1910 verschiedene weitere Anwesen in der Umgebung, unter anderem zwei Mühlen. Das Hauptgebäude der Erziehungsanstalt wurde mit Unterstützung durch Prinzregent Luitpold im barockisierenden Jugendstil (Reformstil) 1912/13 vom Architekten Hans Steiner und dem Regierungsbaumeister Hans Hintermayer errichtet und als „Piusheim“ nach dem Papst Pius X. benannt. In dem Heim wurden in der Folge schwer erziehbare Kinder und Jugendliche im Alter zwischen sechs und 18 Jahren betreut. Zwischen 1967 und 1971 wurde ein Jugenddorf errichtet. Das Piusheim wurde 2006 geschlossen und wird seit 2007 von der Freien Schule Glonntal genutzt.
Seit 2010 ging das Erzbistum München und Freising insgesamt neun Verdachtsfällen von sexuellen oder gewalttätigen Übergriffen im Piusheim nach. Die Fälle ereigneten sich nach Angaben der Katholischen Jugendfürsorge der Erzdiözese, dem Träger des Heims, ab den 1950er-Jahren bis Mitte der 1970er-Jahre. Die beim bayerischen Landesjugendamt angesiedelte Beratungsstelle für ehemalige Heimkinder in Bayern sprach von 28 ihr bekannten Fällen. Schon 1965 hatten 200 Jugendliche gegen die Zustände in der Anstalt rebelliert, 1969 flohen 20 Insassen des Heims. 2022 hat die Staatsanwaltschaft München II die Ermittlungen im „Komplex Piusheim“ eingestellt.

## Gebäude
Die Gebäude sind unter der Akten-Nr. D-1-75-113-26 als Baudenkmal beim Bayerischen Landesamt für Denkmalpflege gelistet:
- Ehem. Erziehungsanstalt, sogenanntes Piusheim, jetzt Schule, dreigeschossige Zweiflügelanlage mit Krüppelwalmdächern, integrierter Hauskapelle und zahlreichen Gauben, im Reformstil, von Hans Steiner, 1912/13
- Parkanlage mit Landschaftspark, gleichzeitig
- Wegkreuz, gusseiserner Korpus auf Holzkreuz mit aufwändig gestalteter Blech-Einhausung, gleichzeitig.